# Danny Rose
Daniel "Danny" Lee Rose (Doncaster, Anglaterra, el 2 de juliol de 1990) és un jugador de futbol anglès que jugava com a lateral esquerre i extrem. Ha sigut internacional amb la selecció anglesa.